# Chiesa di Santa Maria del Suffragio (Ferrara)
La chiesa di Santa Maria del Suffragio si trova a Ferrara in via San Romano.

## Storia
Fu costruita nel 1750 riadattando il già esistente oratorio del Suffragio voluto nel 1623 dal canonico della Cattedrale, vicario della chiesa di San Romano e fondatore della Confraternita del Suffragio della Passione di Gesù Cristo (1620), Giuliano Tomasi. Il progetto è dell'architetto Gaetano Barbieri, lo stesso che un ventennio dopo ha progettato la grandiosa parrocchiale di Sant'Antonino Martire di Ficarolo, in provincia di Rovigo.

## Descrizione

### Esterno
La facciata del tempio, in mattoni di cotto con tre finestre dal profilo mistilineo e portone sormontato da iscrizione dedicatoria, presenta linee architettoniche sobrie, analoghe a quelle della struttura absidale.

### Interno

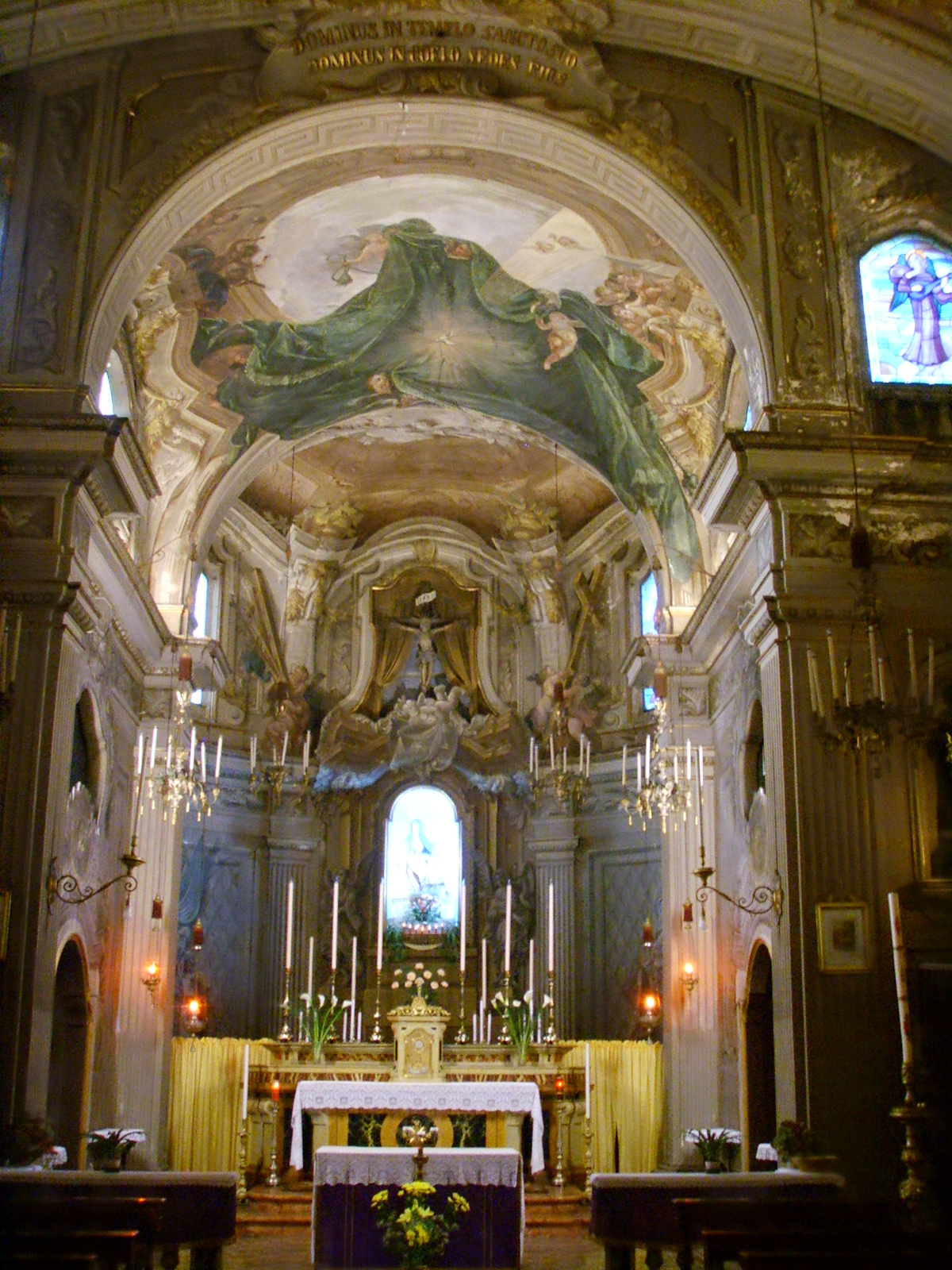
Il presbiterio

L'interno ad aula con due altari laterali, presbiterio e coro, è in stile barocco minuziosamente decorato da pitture murali e stucchi. Le decorazioni della volta sono opera del ferrarese Giuseppe Facchinetti (1694-1777), mentre il dipinto centrale di Ettore Parolini. Le pitture nella volta del presbiterio e del coro, realizzate a "sfondato prospettico" tramite l'impiego di stucchi e colori, sono capolavoro di Alessandro Turchi. 
La nicchia nel coro ospita la Madonna e il Figlio di Lorenzo Gherri, l'ancona dell'altare di sinistra una tela con lo Sposalizio della Beata Vergine di Leonello Bononi (1630 circa) e nell'oculo dell'altare di destra la veneratissima Addolorata e il Redentore morto (detta Madonna della Racchetta), qui posta nel 1808, già collocata nella vicina via Vespergolo poi nella chiesa di San Romano. Fanno da cornice a questo piccolo dipinto un bassorilievo neoclassico, (1832), dei fratelli Francesco e Mansueto Vidoni. In questo stesso altare è venerato dal 2003 il Beato ferrarese Alberto Marvelli.

#### Organo
L'organo monumentale in controfacciata, datato 1551, è un capolavoro di Giovanni Cipri e proviene dal monastero di Sant'Antonio in Polesine. Nel 1813 venne acquistato dal Demanio per L.190 dal Prorettore della Confraternita del Suffragio Michele Mazzoni (che fece costruire anche la cantoria) e posto nella sede attuale. Esso proviene da uno dei monasteri cittadini distrutti con l'occupazione napoleonica (forse quello delle monache di San Vito, celebratissimo per le musiche a cui assistevano anche i Duchi e la Corte Estense).
Lo strumento, racchiuso in una cassa lignea cinquecentesca di splendida fattura, è a trasmissione integralmente meccanica, ha consolle a finestra, con unica tastiera di 45 tasti con prima ottava scavezza e pedaliera a leggio con ottava scavezza di 9 note costantemente unita al manuale.

## Galleria d'immagini

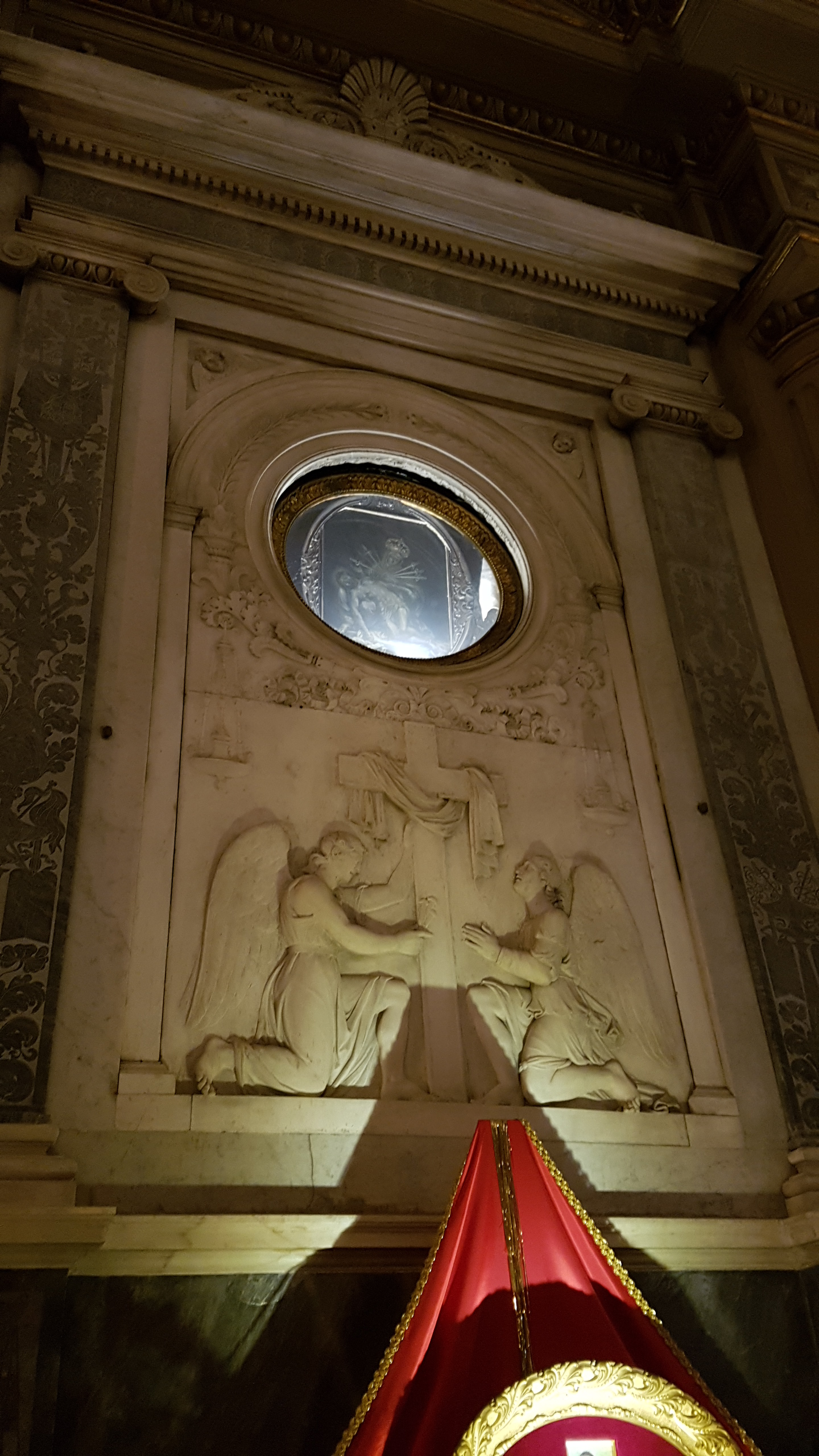
Fratelli Vidoni, Ancona della Madonna della Racchetta (marmo 1832) altare destro
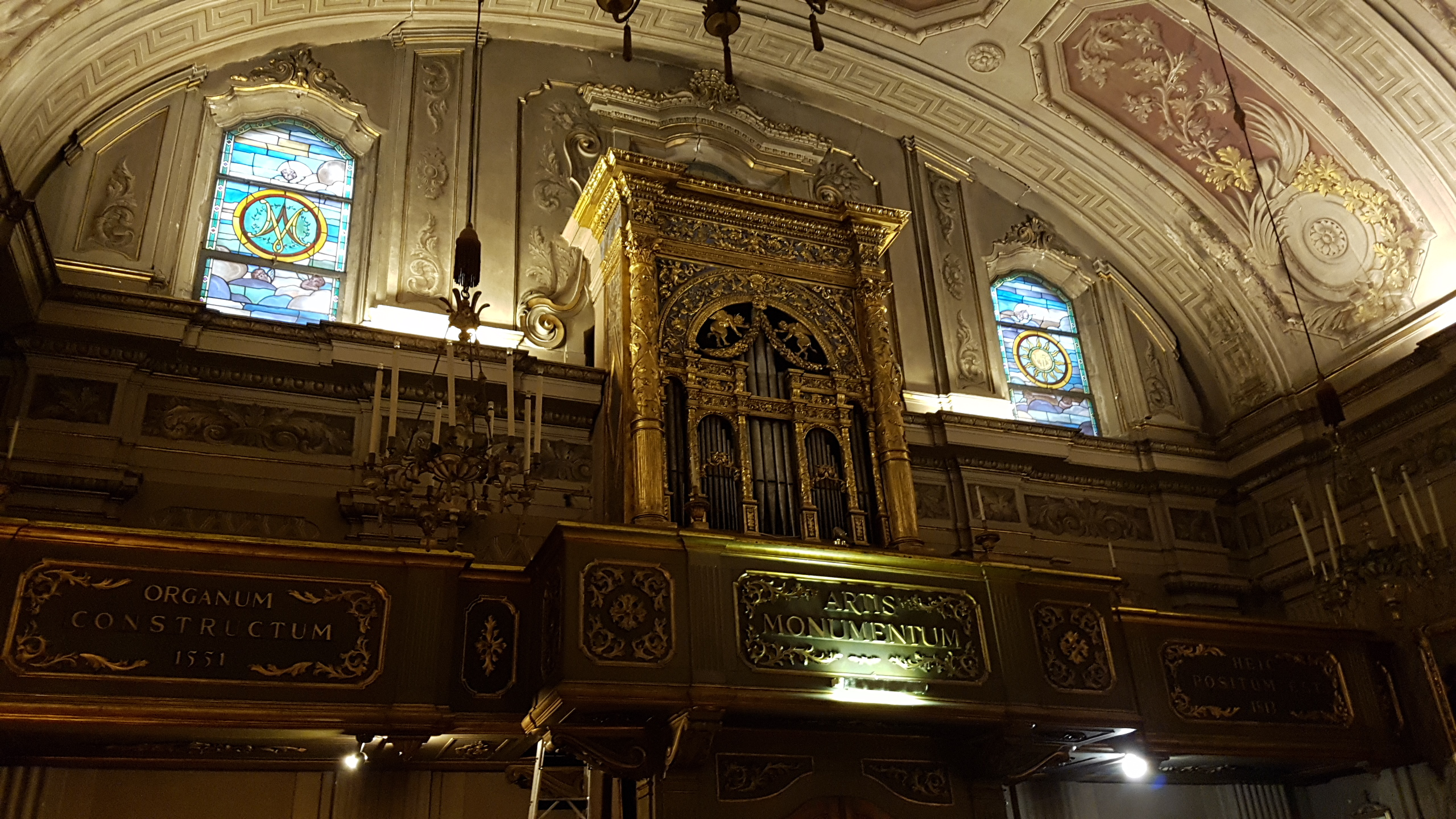
Organo Cipri del 1551 in controfacciata
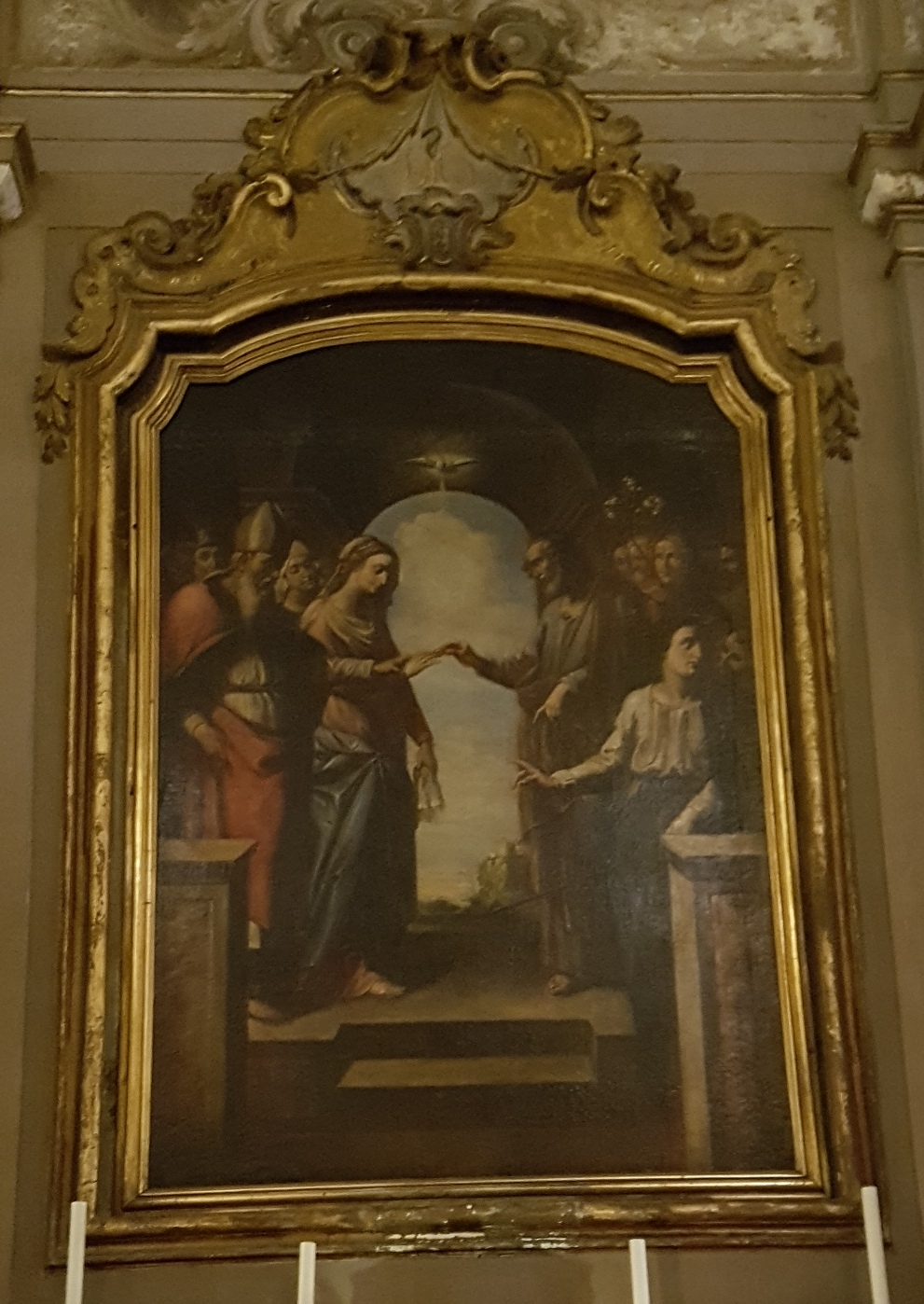
Leonello Bononi, Sposalizio della Beata Vergine (c. 1630), altare sinistro